# 不会飞的鸟 (柚子单曲)
《不会飞的鸟》是日本二人组合柚子的第10张单曲。2000年10月18日由其所属公司Senha&Company发售。本作使柚子继前作第二次登上Oricon公信榜周榜首位。

## 收录曲
1. 不会飞的鸟　（4:34）
  - 作詞・作曲: 岩泽厚治
2. 沙啦啦　（4:13）
  - 作詞・作曲: 北川悠仁
3. 亲爱的　（5:28）
  - 作詞・作曲: 北川悠仁